# Teorema das barras cruzadas
O teorema das barras cruzadas é um teorema de geometria que se enuncia da seguinte forma:
Se o raio AD se situa (angularmente) entre o raio AC e o raio AB, então o raio AD cruza o segmento de reta BC.